# Cneo Claudio Severo (cónsul 173)
Cneo o Gneo Claudio Severo (en latín: Gnaeus Claudius Severus) fue un senador romano del siglo II, que desarrolló su cursus honorum bajo los emperadores Antonino Pío, y Marco Aurelio. Fue cónsul en dos ocasiones, la primera como sufecto en el año 167, y la segunda ocasión como ordinario en el año 173 junto con Tiberio Claudio Pompeyano.

## Vida y carrera
Severo era hijo del senador y filósofo Gneo Claudio Severo Arabiano y de una madre de nombre desconocido. Severo era de ascendencia póntica. Nació y creció en Pompeyópolis, una ciudad en la provincia romana de Galacia. Su abuelo paterno, Gayo Claudio Severo, fue cónsul y el primer gobernador romano de Arabia Pétrea durante el reinado del emperador Trajano.
Como su padre, Severo era un seguidor de la escuela peripatética. Aunque Severo no tuvo gran influencia política, fue considerado una figura influyente en los círculos intelectuales y filosóficos de Roma. También como su padre, Severo era amigo del emperador Marco Aurelio, sobre el que tuvo una gran influencia. Probablemente fue Severo quien presentó a Marco Aurelio al retórico Sulpicio Corneliano y le recomendó a Galeno como su médico personal. Severo y su padre acompañaron a Marco Aurelio en una visita filosófica a Atenas en 176.
Severo sirvió como cónsul suffectus alrededor del año 167 y cónsul ordinario en 173. En el año de su segundo consulado, Severo se convirtió en patrón y fue nombrado ciudadano honorario de Pompeyópolis. Ese mismo año, una inscripción honorífica, que sobrevive hasta el día de hoy en la base de una estatua, fue dedicada a Severo en su ciudad natal:

Para la buena fortuna de Gneo Claudio Severo, que fue cónsul dos veces, pontifex, yerno del emperador César Marco Aurelio Antonino Augusto, patrón de la ciudad, la metrópoli de Pompeypólis de la provincia de Paflagonia puso esto en el año 178 de la provincia a través del trabajo de Publio Domicio Augureno Clodio Calbeno, el arconte principal.

## Familia
Severo se casó dos veces; primero, con una mujer noble sin nombre, con quien tuvo a Marco Claudio Ummidio Cuadrato. Se desconoce su nombre de nacimiento y se le conoce por su nombre de adopción. Claudio fue adoptado por el cónsul de 167 Marco Ummidio Cuadrato que era sobrino de Marco Aurelio. En 182, estuvo involucrado en un complot fallido para matar al emperador Cómodo, lo que condujo a la ejecución del primero.
Después del año 159 se casó con Annia Aurelia Galeria Faustina, la primera hija de Marco Aurelio y Faustina la Menor, y tuvieron un hijo, Tiberio Claudio Severo Próculo, quien fue cónsul ordinario en 200 y se casó con su prima segunda materna Annia Faustina.